# Птахолов з Алькатраса
Птахолов з Алькатраса (англ. Birdman of Alcatraz) — американська біографічна драма 1962 року режисера Джона Франкенгаймера.

## Сюжет
Роберт Страуд, засуджений до довічного тюремного ув'язнення, виходжує хвору птицю, яка залетіла до нього в камеру, і через багато років стає всесвітньо визнаним орнітологом. Страуд продовжує свої дослідження навіть після того, як його переводять в Алькатрас, в'язницю, відому як «Скеля» у затоці Сан-Франциско, де утримуються самі невиправні та небезпечні злочинці.

## У ролях
| Актор             | Роль                   |
| ----------------- | ---------------------- |
| Берт Ланкастер    | Роберт Франклін Страуд |
| Карл Молден       | Гарві Шумейкер         |
| Телма Ріттер      | Елізабет Страуд        |
| Невілл Бренд      | Бик Ренсом             |
| Бетті Філд        | Стелла Джонсон         |
| Теллі Савалас     | Фето Гомес             |
| Едмонд О'Браєн    | Том Гаддіс             |
| Х'ю Марлоу        | Альберт Комсток        |
| Віт Бісселл       | доктор Елліс           |
| Крехан Дентон     | Крамер                 |
| Джеймс Вестерфілд | Джесс Янгер            |